# Royal Rumble (2018)
Royal Rumble (2018) – gala wrestlingu wyprodukowana przez federację WWE. Odbyła się 28 stycznia 2018 w Wells Fargo Center w Filadelfii w stanie Pensylwania. Emisja była przeprowadzana na żywo za pośrednictwem WWE Network oraz w systemie pay-per-view. Była to trzydziesta pierwsza gala w chronologii cyklu Royal Rumble i pierwsza, na której odbyły się dwa Royal Rumble matche, w tym pierwszy żeński Royal Rumble match.
Podczas gali odbyło się dziewięć walk, w tym trzy podczas pre-show. W walce wieczoru Asuka wygrała pierwszy żeński Royal Rumble match, dzięki czemu otrzymała wybór walki o WWE Raw Women’s Championship lub WWE SmackDown Women’s Championship na WrestleManii 34. Męski Royal Rumble match zwyciężył Shinsuke Nakamura, który za rywala na WrestleManii wybrał posiadacza WWE Championship AJ Stylesa. Ponadto Brock Lesnar obronił WWE Universal Championship pokonując Brauna Strowmana i Kane’a, zaś AJ Styles obronił WWE Championship pokonując Kevina Owensa i Samiego Zayna w 2-on-1 Handicap matchu. Pod koniec gali pojawiła się była gwiazda UFC Ronda Rousey, która podpisała kontrakt z WWE.

## Produkcja

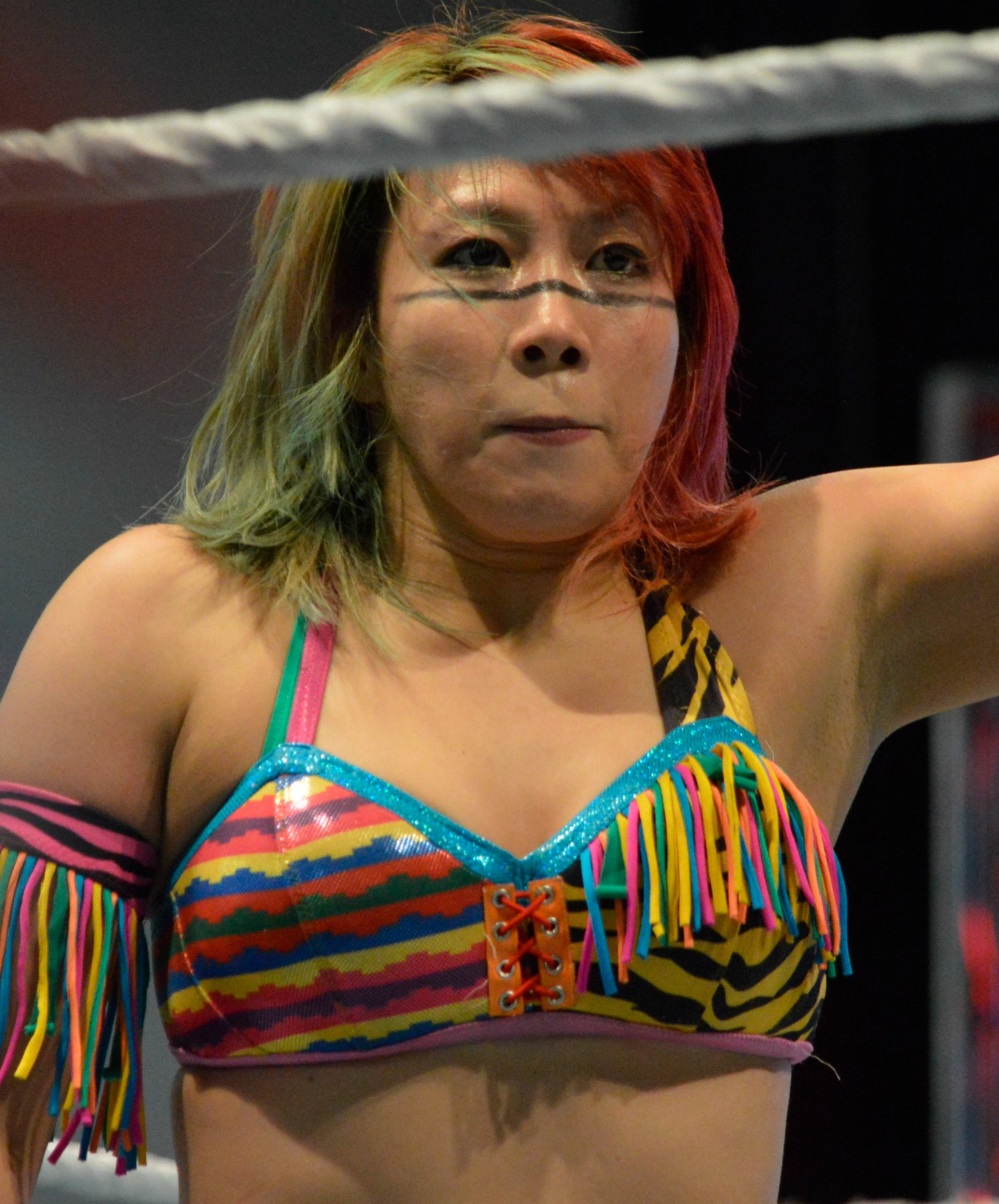
Asuka wygrała inauguracyjny żeński Royal Rumble match i jako przeciwniczkę na WrestleManii 34 wybrała posiadaczkę SmackDown Women’s Championship Charlotte Flair.

Royal Rumble oferowało walki profesjonalnego wrestlingu z udziałem wrestlerów należących do brandów Raw i SmackDown. Oskryptowane rywalizacje (storyline’y) kreowane są podczas cotygodniowych gal Raw, SmackDown oraz ekskluzywnej dla dywizji cruiserweight 205 Live. Wrestlerzy są przedstawieni jako heele (negatywni, źli zawodnicy i najczęściej wrogowie publiki) i face’owie (pozytywni, dobrzy i najczęściej ulubieńcy publiki), którzy rywalizują pomiędzy sobą w seriach walk mających budować napięcie. Kulminacją rywalizacji jest walka wrestlerska lub ich seria.
Tradycją gali Royal Rumble jest zorganizowanie Royal Rumble matchu, w którym zwycięzca otrzymał szansę na walkę o WWE Universal Championship (brandu Raw) lub WWE Championship (brandu SmackDown) na WrestleManii 34. Ponadto na gali odbył się pierwszy żeński Royal Rumble match, w którym zwyciężczyni otrzymała szansę na walkę o WWE Raw Women’s Championship lub WWE SmackDown Women’s Championship na WrestleManii.

### Rywalizacje
18 grudnia 2017 podczas edycji tygodniówki Raw, Elias ogłosił się pierwszym wrestlerem, który weźmie udział w męskim Royal Rumble matchu. Następnej nocy podczas edycji SmackDown Live do walki przyłączyli się Randy Orton i Shinsuke Nakamura. 1 stycznia 2018 wolny agent John Cena ogłosił siebie kolejnym członkiem pojedynku, zaś tego dnia podczas tygodniówki Raw w skład walki dodano Finna Bálora. Kolejnym potwierdzonym zawodnikiem był Baron Corbin, który 2 stycznia ogłosił swoje uczestnictwo. 8 stycznia na Raw dodano Matta Hardy’ego, Samoa Joe i Braya Wyatta do walki. Tej samej nocy Joe kontuzjował swoją stopę podczas walki z Rhyno, przez co kilka dni później usunięto go ze składu walki oraz z turnieju WWE Mixed Match Challenge. Dobę później na tygodniówce SmackDown Live do walki przyłączyli się Rusev i Aiden English. W przyszły poniedziałek Titus O’Neil i Apollo Crews ogłosili swoje uczestnictwo.
18 grudnia 2017 na tygodniówce Raw odbył się six-woman tag team match pomiędzy Sashą Banks, Bayley, Mickie James oraz Absolution (Paige, Mandy Rose i Sonyą Deville). Pojedynek zakończył się dyskwalifikacją, a po chwili do ringu wkroczyła cała dywizja kobiet brandu Raw (Alicia Fox, Asuka, Nia Jax, Dana Brooke, i posiadaczka Raw Women’s Championship Alexa Bliss). Po chwili do ringu weszła komisarz brandu Raw Stephanie McMahon, która przypomniała widzom o trwającej trzyletniej „kobiecej rewolucji” w federacji, w tym zorganizowania pierwszego żeńskiego Hell in a Cell matchu oraz pierwszego żeńskiego Money in the Bank ladder matchu. Po chwili ogłosiła, że na gali Royal Rumble odbędzie się pierwszy żeński Royal Rumble match, gdzie zwyciężczyni zawalczy o Raw Women’s Championship lub SmackDown Women’s Championship na WrestleManii. Dzień później podczas odcinka tygodniówki SmackDown Live do składu pojedynku przyłączyła się Naomi. Generalny menadżer brandu Raw Kurt Angle potwierdził, że będzie to trzydziestoosobowy pojedynek na takich samych zasadach, co męski Royal Rumble match. Kolejnymi zawodniczkami ogłaszający swój udział w pojedynku były Asuka (25 grudnia na Raw), Natalya i Ruby Riott (26 grudnia na SmackDown Live), Sasha Banks, Bayley, Paige, Mandy Rose i Sonya Deville (1 stycznia na Raw), Carmella, Lana, Tamina, Liv Morgan i Sarah Logan (2 stycznia na SmackDown Live), Mickie James i Nia Jax (8 stycznia na Raw), Becky Lynch (9 stycznia na SmackDown Live), a także Alicia Fox i Dana Brooke (15 stycznia na Raw). Ze względu na ponowienie kontuzji karku, Paige została usunięta z pojedynku.
16 października 2017 podczas edycji Raw powrócił Kane powrócił po dziesięciomiesięcznej absencji i pomógł Braunowi Strowmanowi pokonać Romana Reignsa w steel cage matchu. Kane został dodany do drużyny Strowmana podczas gali TLC: Tables, Ladders & Chairs w 5-on-3 handicap Tables, Ladders and Chairs matchu. Podczas walki Strowman przypadkowo uderzył Kane’a stalowym krzesełkiem, przez co ten przez resztę pojedynku skupiał się na ataku na swoim partnerze, ostatecznie wrzucając go do śmieciarki. Strowman powrócił do telewizji dwa tygodnie później i kontynuował swoją rywalizację z Kanem przez kolejne tygodnie. 11 grudnia zawalczyli ze sobą w walce o miano pretendenta do WWE Universal Championship będącego w posiadaniu Brocka Lesnara, lecz pojedynek zakończył się podwójnym wyliczeniem poza ringowym. Tydzień później generalny menadżer brandu Raw Kurt Angle ogłosił, że Lesnar będzie bronił tytułu w triple threat matchu podczas gali Royal Rumble. Kane próbował przekonać Strowmana do współpracy przeciwko Lesnarowi, lecz ten odmówił. 1 stycznia podczas edycji Raw adwokat Lesnara, Paul Heyman, wygłosił przemówienie w którym stwierdził, że Lesnar nie boi się zawalczyć w walce, w której nie musi być przypiętym by utracić mistrzostwo. 8 stycznia Kane zaatakował Lesnara od tyłu, zaś do bijatyki dołączył się Strowman. Na zapleczu Strowman zrzucił stalowe rusztowanie na swoich dwóch przeciwników, przez co wedle scenariusza Lesnar został zawieziony do szpitala, a Kane odmówił pomocy lekarskiej. Ze względu na te wydarzenia, tydzień później Kurt Angle usunął Strowmana z walki i zwolnił z federacji. Sfrustrowany Strowman zaczął atakować ochronę, innych zawodników, zniszczył ciężarówkę oraz biuro Angle’a, a także zamierzał zaatakować komentatora Michaela Cole'a. Angle poinformował Strowmana, że komisarz brandu Raw Stephanie McMahon postanowiła przywrócić go do pracy oraz do pojedynku na Royal Rumble.

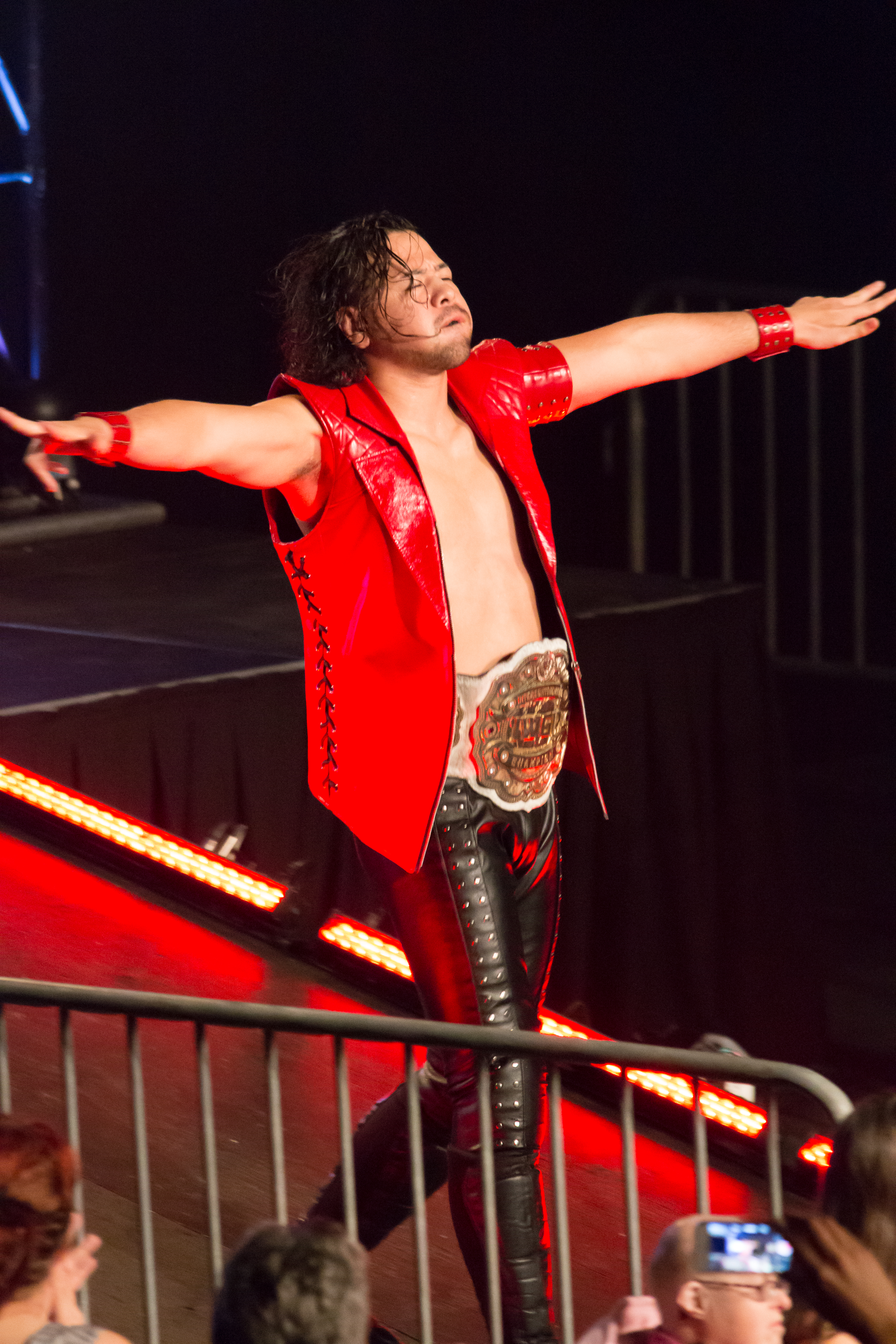
Shinsuke Nakamura wygrał męski Royal Rumble match i jako przeciwnika na WrestleManii 34 wybrał posiadacza WWE Championship AJ Stylesa.

Podczas gali Clash of Champions Kevin Owens i Sami Zayn pokonali Randy’ego Ortona i Shinsuke Nakamurę w walce, którą sędziowali komisarz brandu SmackDown Shane McMahon i generalny menadżer Daniel Bryan, dzięki czemu pozostali zawodnikami federacji. 26 grudnia podczas odcinka tygodniówki SmackDown Live Bryan wyznaczył walkę pomiędzy Owensem a posiadaczem WWE Championship AJ Stylesem; pojedynek wygrał Owens po interwencji Zayna. W podobny sposób zakończyła się przyszłotygodniowa walka Zayna ze Stylesem. Sfrustrowany przegranymi Styles poprosił o walkę z Owensem i Zaynem. Jego prośbę spełnił Bryan, który ogłosił, że na gali Royal Rumble mistrz będzie bronił tytułu w 2-on-1 handicap matchu. 9 stycznia na tygodniówce SmackDown Live Styles stwierdził, że pomimo przewagi liczebnej wygra swój pojedynek. Tej samej nocy Shane McMahon ogłosił walkę Owensa i Zayna ze Stylesem, Randym Ortonem i Shinsuke Nakamurą; Owens i Zayn zostali zdyskwalifikowani po użyciu stalowego krzesełka, lecz po zrestartowaniu walki przez McMahona duo oficjalnie przegrało. 23 stycznia na SmackDown Live, Styles zawalczył w dwóch pojedynkach kolejno z Owensem i Zaynem. Mistrz WWE zdołał pokonać Owensa, lecz przegrał z Zaynem.
18 grudnia podczas odcinka tygodniówki Raw tag-teamowy partner Setha Rollinsa, Dean Ambrose, został kontuzjowany przez Samoa Joe. Tydzień później Kurt Angle wyznaczył walkę drużynową, gdzie jego scenariuszowy syn Jason Jordan i Seth Rollins zawalczyli z Cesaro i Sheamusem o ich WWE Raw Tag Team Championship; pojedynek wygrali Jordan i Rollins. Dwa tygodnie później Angle ogłosił, że rewanż obu drużyn odbędzie się podczas gali Royal Rumble. 15 stycznia Jordan odwrocił uwagę Cesaro i Sheamusa, dzięki czemu Titus Worldwide (Apollo Crews i Titus O’Neil) wygrali walkę z byłymi mistrzami. Obaj próbowali zainterweniować podczas walki Rollinsa z Finnem Bálorem, lecz na ich drodze stanęli członkowie Bálor Club Luke Gallows i Karl Anderson. Podczas gali Raw 25, Jordan i Rollins byli gośćmi segmentu The Peep Show prowadzonego przez Christiana, podczas którego Cesaro i Sheamus pojawili się w ringu; podczas bijatyki Rollins przypadkowo trafił kolanem w Jordana.
Podczas gali Clash of Champions The Usos (Jey i Jimmy Uso) obronili WWE SmackDown Tag Team Championship w fatal four-way tag team matchu pokonując Ruseva i Aidena Englisha, Big E i Xaviera Woodsa (reprezentujących The New Day) oraz Chada Gable'a i Sheltona Benjamina. 19 grudnia podczas tygodniówki SmackDown Live Gable i Benjamin czysto wygrali z The Usos, dzięki czemu 2 stycznia zmierzyli się z nimi o tytuły mistrzowskie. Duo pokonało mistrzów, aczkolwiek okazało się, że przypięty Jimmy Uso nie był legalnym uczestnikiem w ringu, więc walka została ponowiona i tym razem obronili tytuły. Tydzień później generalny menadżer SmackDown Daniel Bryan zapewnił pretendentów, że zmierzą się z The Usos podczas gali Royal Rumble w two-out-of-three falls matchu. 16 stycznia Gable i Benjamin zaatakowali The Usos od tyłu podczas przeprowadzania wywiadu.
26 stycznia ogłoszono trzy nowe walki odbywające się podczas pre-show gali Royal Rumble. Poinformowano, że posiadacz WWE United States Championship Bobby Roode zorganizuje otwarte wyzwanie o jego tytuł. Ponadto dodano dwa pojedynki: Luke Gallows i Karl Anderson kontra The Revival (Dash Wilder i Scott Dawson), a także Kalisto, Gran Metalik i Lince Dorado kontra Drew Gulak, TJP i Gentleman Jack Gallagher.

### Anulowane walki
WWE promowało dwie walki, które ostatecznie nie odbyły się podczas gali Royal Rumble.
W grudniu zawieszono tytuł WWE United States Championship i zorganizowano turniej, którego finał miał się odbyć podczas gali pay-per-view. Ostatecznie finał odbył się 16 stycznia podczas odcinka tygodniówki SmackDown Live, gdzie Bobby Roode pokonał Jindera Mahala i stał się nowym mistrzem.
W listopadzie i grudniu odbywał się turniej o miano pretendenta do tytułu WWE Cruiserweight Championship, którego posiadaczem był Enzo Amore. Turniej wygrał Cedric Alexander i miał zmierzyć się z Amore podczas gali Royal Rumble. 22 stycznia WWE zawiesiło Amore z powodu zarzutów o molestowanie i napaść na tle seksualnym, wskutek czego mecz został anulowany. Dzień później Amore został zwolniony z federacji i tytuł zawieszono.

## Wyniki walk
| Nr                                                                   | Wyniki                                                                                            | Stypulacje                                                                                       | Czas    |
| -------------------------------------------------------------------- | ------------------------------------------------------------------------------------------------- | ------------------------------------------------------------------------------------------------ | ------- |
| 1P                                                                   | Kalisto, Gran Metalik i Lince Dorado pokonali TJP-ego, Gentlemana Jacka Gallaghera i Drewa Gulaka | Six-man Tag Team match                                                                           | 13:20   |
| 2P                                                                   | The Revival (Dash Wilder i Scott Dawson) pokonali Luke’a Gallowsa i Karla Andersona               | Tag Team match                                                                                   | 9:10    |
| 3P                                                                   | Bobby Roode (c) pokonał Mojo Rawleya                                                              | Singles match o WWE United States Championship                                                   | 7:45    |
| 4                                                                    | AJ Styles (c) pokonał Kevina Owensa i Samiego Zayna                                               | Handicap match o WWE Championship                                                                | 15:55   |
| 5                                                                    | The Usos (Jey i Jimmy Uso) (c) pokonali Chada Gable'a i Sheltona Benjamina z wynikiem 2–0         | 2-out-of-3 falls match o WWE SmackDown Tag Team Championship                                     | 13:55   |
| 6                                                                    | Shinsuke Nakamura wygrał eliminując jako ostatniego Romana Reignsa                                | 30-osobowy męski Royal Rumble match o miano pretendenta do światowego tytułu na WrestleManii 34  | 1:05:27 |
| 7                                                                    | Cesaro i Sheamus pokonali Setha Rollinsa i Jasona Jordana (c)                                     | Tag Team match o WWE Raw Tag Team Championship                                                   | 12:49   |
| 8                                                                    | Brock Lesnar (c) (z Paulem Heymanem) pokonał Kane’a i Brauna Strowmana                            | Triple Threat match o WWE Universal Championship                                                 | 10:55   |
| 9                                                                    | Asuka wygrała eliminując jako ostatnią Nikki Bellę                                                | 30-osobowy żeński Royal Rumble match o miano pretendentki do kobiecego tytułu na WrestleManii 34 | 58:57   |
| (c) – mistrz/mistrzyni przed walkąP – walka miała miejsce w pre-show |                                                                                                   |                                                                                                  |         |

### Wejścia i eliminacje w męskim Royal Rumble matchu
– członek brandu Raw
    – członek brandu SmackDown
    – członek brandu NXT
    – wolny agent
    – zwycięzca
| Nr. wejściowy | Wrestler             | Brand       | Nr. eliminacji | Wyeliminowany przez             | Czas     | Eliminacje |
| ------------- | -------------------- | ----------- | -------------- | ------------------------------- | -------- | ---------- |
| 1             | Rusev                | SmackDown   | 12             | Braya Wyatta i Matta Hardy’ego  | 30:28    | 0          |
| 2             | Finn Bálor           | Raw         | 27             | Johna Cenę                      | 57:38    | 4          |
| 3             | Rhyno                | Raw         | 1              | Barona Corbina                  | 02:06    | 0          |
| 4             | Baron Corbin         | SmackDown   | 2              | Finna Bálora                    | 01:06    | 1          |
| 5             | Heath Slater         | Raw         | 4              | Braya Wyatta                    | 00:33**  | 1          |
| 6             | Elias                | Raw         | 15             | Johna Cenę                      | 26:00    | 0          |
| 7             | Andrade "Cien" Almas | NXT         | 18             | Randy’ego Ortona                | 29:24    | 1          |
| 8             | Bray Wyatt           | Raw         | 13             | Matta Hardy’ego                 | 20:38    | 3          |
| 9             | Big E                | SmackDown   | 8              | Jindera Mahala                  | 14:14    | 0          |
| 10            | Sami Zayn*           | SmackDown   | 5              | Shinsuke Nakamurę               | 06:57    | 0          |
| 11            | Sheamus              | Raw         | 3              | Heatha Slatera                  | 00:02*** | 0          |
| 12            | Xavier Woods         | SmackDown   | 7              | Jindera Mahala                  | 08:24    | 0          |
| 13            | Apollo Crews         | Raw         | 6              | Cesaro                          | 05:16    | 0          |
| 14            | Shinsuke Nakamura    | SmackDown   | —              | Zwycięzca                       | 44:38    | 3          |
| 15            | Cesaro               | Raw         | 9              | Setha Rollinsa                  | 05:08    | 1          |
| 16            | Kofi Kingston        | SmackDown   | 11             | Andrade „Cien” Almasa           | 05:41    | 1          |
| 17            | Jinder Mahal         | SmackDown   | 10             | Kofiego Kingstona               | 03:48    | 2          |
| 18            | Seth Rollins         | Raw         | 22             | Romana Reignsa                  | 19:01    | 2          |
| 19            | Matt Hardy           | Raw         | 14             | Braya Wyatta                    | 01:17    | 2          |
| 20            | John Cena            | Wolny agent | 28             | Shinsuke Nakamurę               | 29:14    | 3          |
| 21            | The Hurricane        | Wolny agent | 16             | John Cenę                       | 00:45    | 0          |
| 22            | Aiden English        | SmackDown   | 17             | Finna Bálora                    | 02:16    | 0          |
| 23            | Adam Cole            | NXT         | 19             | Reya Mysterio                   | 06:52    | 0          |
| 24            | Randy Orton          | SmackDown   | 25             | Romana Reignsa                  | 13:55    | 1          |
| 25            | Titus O’Neil         | Raw         | 20             | Romana Reignsa                  | 06:07    | 0          |
| 26            | The Miz              | Raw         | 21             | Romana Reignsa i Setha Rollinsa | 05:20    | 0          |
| 27            | Rey Mysterio         | Wolny agent | 26             | Finna Bálora                    | 09:39    | 1          |
| 28            | Roman Reigns         | Raw         | 29             | Shinsuke Nakamurę               | 21:52    | 4          |
| 29            | Goldust              | Raw         | 23             | Dolpha Zigglera                 | 02:43    | 0          |
| 30            | Dolph Ziggler        | SmackDown   | 24             | Finna Bálora                    | 02:01    | 1          |

(*) – 10. uczestnikiem był Tye Dillinger, lecz został zaatakowany na zapleczu przez Kevina Owensa i Samiego Zayna, po czym Zayn zajął jego miejsce.

(**) – Heath Slater spędził sporo czasu poza ringiem przed oficjalnym dołączeniem do pojedynku, z powodu ataku Barona Corbina i innych wrestlerów.

(***) – Oryginalnie WWE podało informację, że Sheamus spędził w walce 20 sekund, jednakże zmieniono czas na dwie sekundy.

### Wejścia i eliminacje w żeńskim Royal Rumble matchu
– członkini brandu Raw
    – członkini brandu SmackDown
    – członkini brandu NXT
    – członkini WWE Hall of Fame
    – wolna agentka
    – zwyciężczyni
| Nr. wejściowy | Wrestlerka      | Brand             | Nr. eliminacji | Wyeliminowana przez                                             | Czas  | Eliminacje |
| ------------- | --------------- | ----------------- | -------------- | --------------------------------------------------------------- | ----- | ---------- |
| 1             | Sasha Banks     | Raw               | 27             | Brie Bellę i Nikki Bellę                                        | 54:46 | 3          |
| 2             | Becky Lynch     | SmackDown         | 14             | Ruby Riott                                                      | 30:54 | 2          |
| 3             | Sarah Logan     | SmackDown         | 7              | Molly Holly                                                     | 16:30 | 0          |
| 4             | Mandy Rose      | Raw               | 1              | Litę                                                            | 03:52 | 0          |
| 5             | Lita            | WWE Hall of Famer | 3              | Becky Lynch                                                     | 05:51 | 2          |
| 6             | Kairi Sane      | NXT               | 4              | Danę Brooke                                                     | 04:49 | 0          |
| 7             | Tamina          | SmackDown         | 2              | Litę                                                            | 01:34 | 0          |
| 8             | Dana Brooke     | Raw               | 5              | Torrie Wilson                                                   | 02:59 | 1          |
| 9             | Torrie Wilson   | Wolna agentka     | 6              | Sonyę Deville                                                   | 03:04 | 1          |
| 10            | Sonya Deville   | Raw               | 8              | Michelle McCool                                                 | 06:41 | 1          |
| 11            | Liv Morgan      | SmackDown         | 9              | Michelle McCool                                                 | 05:12 | 0          |
| 12            | Molly Holly     | Wolna agentka     | 10             | Michelle McCool                                                 | 04:04 | 1          |
| 13            | Lana            | SmackDown         | 11             | Michelle McCool                                                 | 02:54 | 0          |
| 14            | Michelle McCool | Wolna agentka     | 13             | Natalyę                                                         | 08:38 | 5          |
| 15            | Ruby Riott      | SmackDown         | 17             | Nię Jax                                                         | 11:32 | 2          |
| 16            | Vickie Guerrero | Wolna agentka     | 12             | Becky Lynch, Michelle McCool, Ruby Riott i Sashę Banks          | 00:57 | 0          |
| 17            | Carmella        | SmackDown         | 21             | Nikki Bellę                                                     | 18:45 | 0          |
| 18            | Natalya         | SmackDown         | 25             | Trish Stratus                                                   | 25:34 | 3          |
| 19            | Kelly Kelly     | Wolna agentka     | 16             | Nię Jax                                                         | 05:02 | 0          |
| 20            | Naomi           | SmackDown         | 18             | Nię Jax                                                         | 06:49 | 0          |
| 21            | Jacqueline      | WWE Hall of Famer | 15             | Nię Jax                                                         | 01:52 | 0          |
| 22            | Nia Jax         | Raw               | 23             | Asukę, Bayley, Brie Bellę, Natalyę, Nikki Bella i Trish Stratus | 17:56 | 4          |
| 23            | Ember Moon      | NXT               | 20             | Asukę                                                           | 06:14 | 0          |
| 24            | Beth Phoenix    | WWE Hall of Famer | 19             | Natalyę                                                         | 02:22 | 0          |
| 25            | Asuka           | Raw               | —              | Zwyciężczyni                                                    | 19:41 | 3          |
| 26            | Mickie James    | Raw               | 22             | Trish Stratus                                                   | 08:24 | 0          |
| 27            | Nikki Bella     | SmackDown         | 29             | Asukę                                                           | 16:30 | 4          |
| 28            | Brie Bella      | Wolna agentka     | 28             | Nikki Bellę                                                     | 11:58 | 2          |
| 29            | Bayley          | Raw               | 24             | Sashę Banks                                                     | 05:04 | 1          |
| 30            | Trish Stratus   | WWE Hall of Famer | 26             | Sashę Banks                                                     | 05:36 | 3          |

## Wydarzenia po gali

### Raw

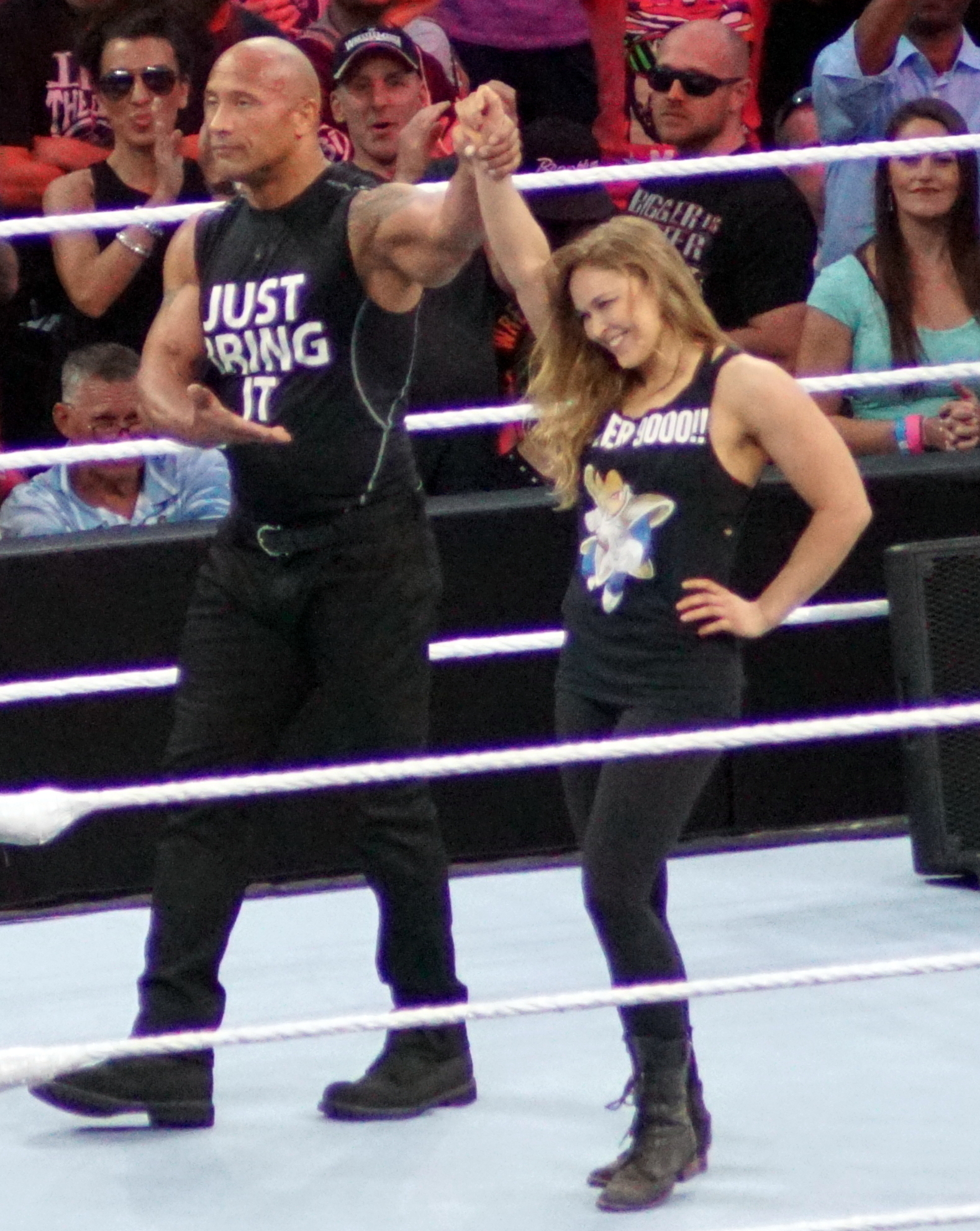
Przed organizacją gali Ronda Rousey, która występowała okazjonalnie podczas gal WWE, podpisała kontrakt na pełnowymiarowe występy dla federacji.

29 stycznia podczas odcinka tygodniówki Raw, komisarz brandu Raw Stephanie McMahon przekonała Asukę, aby do gali Elimination Chamber przeczekała z wyborem mistrzyni kobiet do walki na WrestleManii. McMahon ogłosiła, że posiadaczka WWE Raw Women’s Championship Alexa Bliss będzie broniła tytułu w pierwszym w historii żeńskim Elimination Chamber matchu. Tej samej nocy Asuka pokonała Sashę Banks w singlowej walce. Członkiniami Elimination Chamber matchu były Bliss, Bayley, Banks, Mandy Rose, Mickie James i Sonya Deville. 5 lutego ogłoszono, że Nia Jax zmierzy się z Asuką podczas gali Elimination Chamber i jeśli wygra, zostanie dodana do walki mistrzowskiej Asuki na WrestleManii. 12 lutego zostało ogłoszone, że Ronda Rousey podpisze kontrakt na występy w brandzie Raw podczas gali Elimination Chamber. Podczas marcowej gali Fastlane pojawiła się Asuka, która zdecydowała się na walkę z Charlotte Flair o SmackDown Women’s Championship na WrestleManii.
Shinsuke Nakamura wygrał męski Royal Rumble match i jako przeciwnika wybrał AJ Stylesa na WrestleManii 34. Generalny menadżer brandu Raw Kurt Angle wyznaczył Elimination Chamber match o miano pretendenta do tytułu Universal Championship na WrestleManii. Swoje pojedynki eliminacyjne wygrali Braun Strowman, Elias, John Cena, Roman Reigns, Intercontinental Champion The Miz, Finn Bálor i Seth Rollins, dzięki czemu odbył się pierwszy w historii siedmioosobowy Elimination Chamber match.
Nowi posiadacze Raw Tag Team Championship Cesaro i Sheamus obronili swoje tytuły przeciwko Titus Worldwide (Apollo Crewsowi i Titusowi O’Neilowi) 29 stycznia podczas odcinka tygodniówki Raw. Tydzień później Jordan i Rollins mieli zmierzyć się z nowymi mistrzami, lecz Jordan nie mógł wystąpić w walce z powodu kontuzji, przez co został zastąpiony przez Romana Reignsa. Mimo tego Jordan pojawił się w okolicach ringu i przypadkowo spowodował dyskwalifikację swoich partnerów.
30 stycznia podczas odcinka tygodniówki 205 Live zadebiutował Drake Maverick (znany wcześniej jako Rockstar Spud w federacji Impact Wrestling) i przejął rolę generalnego menadżera tygodniówki 205 Live. Maverick wyznaczył szesnastoosobowy turniej o zawieszone WWE Cruiserweight Championship, którego finały zaplanowano na WrestleManię 34.

### SmackDown
30 stycznia podczas epizodu SmackDown Live, Shinsuke Nakamura celebrował swoje zwycięstwo podczas gali Royal Rumble i powiedział, że stanie się nowym mistrzem WWE na WrestleManii 34. Jego wypowiedź przerwali Kevin Owens i Sami Zayn, którzy uważali, że zostali oszukani przez sędziego i powinni być wspólnie mistrzami. Tej samej nocy AJ Styles i Nakamura pokonali Owensa i Zayna. Tydzień później Owens i Zayn zawalczyli w walce o miano pretendenta do tytułu Stylesa na gali Fastlane, lecz zainterweniował mistrz WWE powodując koniec walki. Generalny menadżer Daniel Bryan ogłosił, że Styles będzie bronił tytułu w trzyosobowej walce. Ostatecznie w walce wzięli udział Styles, Owens, Zayn, Baron Corbin, Dolph Ziggler i wolny agent John Cena.
30 stycznia zorganizowano czteroosobową walkę o miano pretendenta do tytułu United States Championship pomiędzy Kofim Kingstonem, Jinderem Mahalem, Zackiem Ryderem i Rusevem, który wygrał pojedynek, lecz tydzień później nie zdołał odebrać tytułu od Bobby’ego Roode’a. W lutym Daniel Bryan wprowadził „SmackDown Top Ten List”, w którym swoje głosy oddawali wrestlerzy na wrestlerów. Było to tłem scenariusza pomiędzy Roodem (będącym na 5. miejscu), a Randym Ortonem (będącym na 9. miejscu), którzy rozpoczęli rywalizację o United States Championship. Posiadaczka SmackDown Women’s Championship Charlotte Flair rozpoczęła rywalizację z Ruby Riott, która zakończyła się podczas gali Fastlane.